# Rogerinho (futebolista)
Rogério Miranda Silva, mais conhecido como Rogerinho (Paragominas, 24 de dezembro de 1984), é um ex-futebolista brasileiro que atuava como meia.

## Carreira
Revelado pelo Remo, passou por Figueirense, Paysandu e Fortaleza, onde se destacou, foi contratado pelo Al Wasl, dos Emirados Árabes Unidos.
Sem oportunidades no clube, foi emprestado três vezes, uma para a Ponte Preta,outra para o Fortaleza onde já havia jogado e outra para o Bahia, onde foi um dos destaques do time na Série B.
No Tricolor Baiano, Rogerinho foi grande destaque no Campeonato Baiano de 2010. Já na Série B, ficou entre altos e baixos em toda a competição.
Em 2011, foi contratado pelo Vissel Kobe.
Em janeiro de 2012, foi contratado pelo Ceará, assinando até dezembro do mesmo ano. Foi destaque no Campeonato Cearense de Futebol de 2012, sendo campeão e selecionado para a seleção do torneio.
No dia 18 de Abril de 2012, onde a equipe do Ceará enfrentou o Paraná, onde o Ceará foi eliminado, Rogerinho recebeu uma notícia em que seu pai havia falecido, onde marcou 1 gol no jogo de 1x1. Rogerinho dedicou o gol ao seu pai.
Acertou com o Náutico no dia 11/08/2012. Sem ter o contrato renovado (que terminou no começo de maio), e machucado por um bom período que esteve no Náutico, Rogerinho deixou o Timbu.
Em maio, voltou para o Ceará. Porém, perdeu espaço no alvinegro cearense. Acertando com o alvinegro potiguar, ABC, para a disputa da Série B.
Em janeiro de 2015, Rogerinho foi contratado por uma temporada pelo Paysandu.
Em  junho encerrou seu contrato e foi para o Qingdao Jonoon.
Em 2016, jogará pelo Capivariano.

## Títulos
Remo
- Campeonato Paraense: 2004

Paysandu
- Campeonato Paraense: 2006

Fortaleza
- Campeonato Cearense: 2007

Ponte Preta
- Campeonato Paulista do Interior: 2009

Ceará
- Campeonato Cearense: 2012, 2014
- Copa dos Campeões Cearenses: 2014

### Outras conquistas
Ceará
- Troféu Chico Anysio: 2012

Náutico
- Campeonato Pernambucano - Primeiro turno: 2013

### Marcas pessoais
Ceará
- Melhor Meia Esquerda do Campeonato Cearense: 2012